# Encentrum pachypus
Encentrum pachypus är en hjuldjursart som beskrevs av Wulfert 1936. Encentrum pachypus ingår i släktet Encentrum och familjen Dicranophoridae. Inga underarter finns listade i Catalogue of Life.